# 4067 Mikhelʹson
4067 Mikhelʹson este un asteroid din centura principală, descoperit pe 11 octombrie 1966 de Nikolai Cernîh.